# Chevreuse
Chevreuse – miejscowość i gmina we Francji, w regionie Île-de-France, w departamencie Yvelines.
Według danych na rok 1990 gminę zamieszkiwało 5027 osób, a gęstość zaludnienia wynosiła 375 osób/km² (wśród 1287 gmin regionu Île-de-France Chevreuse plasuje się na 328. miejscu pod względem liczby ludności, natomiast pod względem powierzchni na miejscu 219.). Główną atrakcją turystyczną miasta jest zamek de la Madeleine.